# Stazione di Málaga-María Zambrano
La stazione di Malaga-María Zambrano (in spagnolo Estación de Málaga-María Zambrano) è la principale stazione ferroviaria di Malaga, Spagna.